# Andrew Terence Juxon-Smith

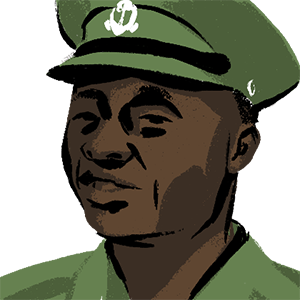
Illustration des Juxon-Smith

Andrew Terence Juxon-Smith (* 1933 in Freetown; † 1996, USA) war ein sierra-leonischer Brigadier oder Oberstleutnant der Royal Sierra Leone Military Forces und kurzzeitig Staatsoberhaupt von Sierra Leone.

## Leben
Juxon-Smith schloss sich 1951 der Armee an und erhielt 1953 seinen Abschluss von der Royal Military Academy Sandhurst.
Er übernahm am 27. März 1967 durch einen Putsch als Vorsitzender des National Reform Council (NRC) die Macht in Sierra Leone. Zuvor gab es binnen sechs Tagen bereits zwei weitere Putsche. Er wurde selber durch einen Militär, John Amadu Bangura sowie Patrick Conteh, knapp ein Jahr später am 18. April 1968 gestürzt. Dieser setzte wenig später das gewählte Staatsoberhaupt Siaka Stevens wieder ein. Juxon-Smith wurde wegen Hochverrats zunächst zum Tode verurteilt und saß dann etwa sieben Jahre im Gefängnis. Er verließ nach seiner Freilassung Sierra Leone und siedelte in die Vereinigten Staaten von Amerika über. Er war verheiratet und hatte mindestens drei Kinder, darunter Solomon Juxon-Smith, der in New York City als Supermarkmanager lebt (Stand Juli 2017).